# Marc-André Hamelin

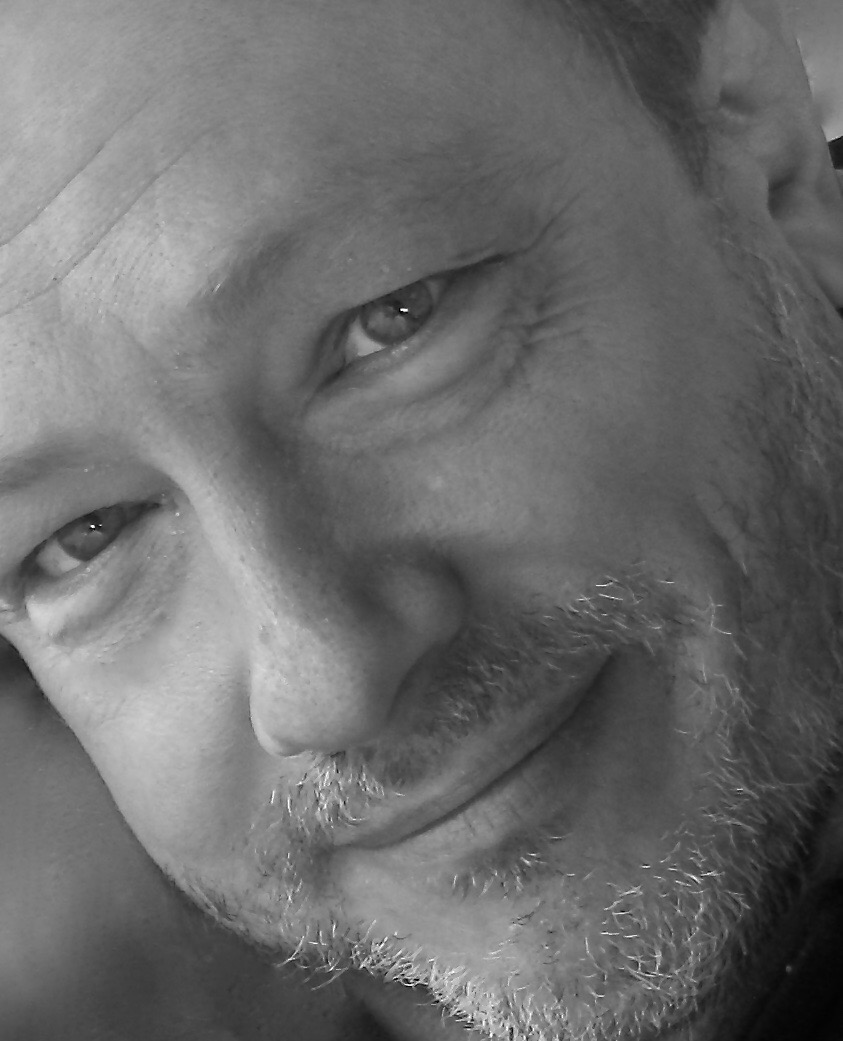
Marc-André Hamelin (2010)

Marc-André Hamelin (* 5. September 1961 in Montreal) ist ein frankokanadischer Pianist und Komponist.

## Leben
Er studierte in Philadelphia bei Yvonne Hubert, Harvey Wedeen und Russell Sherman.
Hamelin widmet sich insbesondere den Werken wenig bekannter Komponisten des 19. und 20. Jahrhunderts, spielt jedoch auch das internationale Standardrepertoire. Er ist dafür bekannt, selten aufgeführte Stücke mit extremer technischer wie interpretatorischer Schwierigkeit zu spielen (so etwa von Godowsky, Ornstein, Roslawetz, Catoire, Ives und Sorabji). Aufsehen erregten seine Interpretationen von Werken von Charles Valentin Alkan und Paul Dukas. Ebenso hat er als einer von drei Pianisten Leopold Godowskys 53 Studien über die Etüden von F. Chopin eingespielt. Diese Aufnahme erhielt im Jahr 2000 den Gramophone Instrumental Award.
Für das Label Hyperion hat er viele Alben aufgenommen, darunter Werke der genannten Komponisten sowie Werke von Albeniz, C. P. E. Bach, Brahms, Busoni, Chopin, Debussy, Eckhardt-Gramatté, Grainger, Haydn, Janáček, Kapustin, Korngold, Liszt, Joseph Marx, Medtner, Reger, Rzewski, Schtschedrin, Schostakowitsch, Schubert, Schumann, Skrjabin, Szymanowski und Villa-Lobos.
Hamelin tritt auch als Komponist von Klaviermusik in Erscheinung. In den Jahren 1986 bis 2009 schuf er einen Zyklus von zwölf Etüden in allen Moll-Tonarten (12 Études in all the minor keys), den er am 23. August 2010 in Husum im Rahmen des Musikfestivals Raritäten der Klaviermusik zum ersten Mal komplett aufführte. 2010 spielte er die Etüden neben weiteren Eigenkompositionen auf der CD Études ein. Seine Variationen über ein Paganini-Thema (Variations on a theme of Paganini) aus dem Jahre 2011 brachte er am 22. August 2011 ebenfalls in Husum zur Uraufführung. Für den ARD-Wettbewerb 2014 schrieb Hamelin als Auftragswerk und Pflichtstück aller Semifinalisten im Fach Klavier den Variationenzyklus Pavane variée über das Tanzlied Belle qui tiens ma vie des Renaissance-Komponisten Thoinot Arbeau.
In Deutschland wurden bisher auch seine Original Compositions in the Tradition of Nancarrow verlegt.

## Kompositionen für Klavier solo
- 12 Études in all the minor keys (1986–2009)
- Variations on a theme of Paganini (2011)
- Pavane variée (2014)
- Circus Galop für Player Piano (1994)

## Preise und Auszeichnungen
- 1985 – 1. Platz bei der Carnegie Hall American Music Competition (er wurde nach seinem Sieg von Harold Schonberg, dem Klavier-Spezialisten der New York Times, als Über-Virtuose bezeichnet)
- 1989 – Virginia-Parker Preis (Kanada)
- 1992 – Preis der deutschen Schallplattenkritik
- 1994 – Preis der deutschen Schallplattenkritik
- 1996 – Juno Award[5]
- 1996 – Cannes Classical Award
- 1996 – Preis der deutschen Schallplattenkritik
- 1997 – Juno Award[6]
- 1997 – Preis der deutschen Schallplattenkritik
- 1998 – Preis der deutschen Schallplattenkritik
- 1998 – Juno Award[6]
- 1998 – Opus Award (Kanada), Interpret des Jahres
- 1999 – Opus Award, Persönlichkeit des Jahres
- 2000 – Preis der deutschen Schallplattenkritik
- 2002 – Gramophone Award
- 2002 – Australian Soundscape Award
- 2002 – Preis der deutschen Schallplattenkritik (dreimal auf der Bestenliste vertreten)
- 2003 – Internationaler Großer Preis der Franz Liszt-Akademie
- 2003 – Order of Canada, Officer (höchste kanadische Auszeichnung für Zivilisten)
- 2003 – Juno Award[6]
- 2004 – Ordre national du Québec, Chevalier
- 2004 – Internationaler Schallplattenpreis in Cannes
- 2005 – Echo Klassik
- 2005 – Preis der deutschen Schallplattenkritik (Bestenliste)
- 2006 – Ehrenurkunde der deutschen Schallplattenkritik[7]
- 2006 – Juno Award[6]
- 2008 – Juno Award[6]
- Ehrendoktor der Universität Laval, Québec
- 2011 – Preis der deutschen Schallplattenkritik[8]
- 2012 – Juno Award (Classical Album of the Year – Solo or Chamber Ensemble für Liszt Piano Sonata)[6]
- 2014 – ECHO Klassik – Instrumentalist des Jahres (Klavier) für die Einspielung Ferruccio Busoni – Late Piano Music; Hyperion CDA 67951 (3 CDs)[9]
- 2022 – Jahrespreis/Preis der deutschen Schallplattenkritik (für William Bolcom: The Complete Rags. 2 CDs, Hyperion 2022)[10]
- 2022 – Juno Award[6]